# Janina Skrzyczyńska
Janina Zofia Skrzyczyńska (ur. 12 stycznia 1949) – polska agronom, profesor nauk rolniczych, profesor zwyczajny Uniwersytetu Przyrodniczo-Humanistycznego w Siedlcach, dziekan Wydziału Przyrodniczego tej uczelni (2012–2020).

## Życiorys
W 1972 ukończyła studia w Wyższej Szkole Rolniczej w Szczecinie. Doktoryzowała się w 1982 na Akademii Rolniczej w Szczecinie. Stopień doktora habilitowanego uzyskała w 1995 na Akademii Rolniczej w Lublinie w oparciu o pracę Studia nad florą i zbiorowiskami segetalnymi Wysoczyzny Siedleckiej. Tytuł naukowy profesora nauk rolniczych otrzymała 8 czerwca 2001.
Związana z Wyższą Szkołą Rolniczo-Pedagogiczną, przekształcaną kolejno w Akademię Podlaską i Uniwersytet w Siedlcach, na którym doszła do stanowiska profesora zwyczajnego. Na siedleckiej uczelni została w 1996 kierownikiem Zakładu Ekologii Rolniczej, a w 2001 kierownikiem katedry o tej samej nazwie. W latach 1997–2008 była kierownikiem studiów doktoranckich w dyscyplinie agronomia. W kadencji 2008–2012 pełniła funkcję prodziekana Wydziału Przyrodniczego. W kadencjach 2012–2016 i 2016–2020 została wybrana na dziekana tego wydziału.
Specjalizuje się w herbologii oraz ogólnej uprawie roli i roślin. Opublikowała ok. 220 prac. Została członkiem Polskiego Towarzystwa Agrotechnicznego, Polskiego Towarzystwa Gleboznawczego oraz Polskiego Towarzystwa Inżynierii Ekologicznej.
Odznaczona Złotym Krzyżem Zasługi (2001) i Medalem Komisji Edukacji Narodowej (1999). Otrzymała też odznakę „Zasłużony dla Rolnictwa”.